# 淺木櫻
淺木櫻（1972年12月26日—），日本插圖畫家和漫畫家，主要擔任《聖獸》和《少年陰陽師》的角色設計和繪圖工作。 此外，參與過的作品還有《水瓶戰記》。

## 代表作
- 少年陰陽師系列
- 聖獸（セイント・ビースト）系列
- 明日があるさ（林原惠）系列
- 新機動戰記GUNDAM W BLIND TARGET
- 新機動戰記GUNDAM W 無盡的華爾茲 （上）・（下）
- アクエリアンエイジ ガールズ ウォーウォー! （Megami MAGAZINE）